# Dawid Gawruschewitsch Awanessjan
Dawid Gawruschewitsch Awanessjan (russisch Давид Гаврушевич Аванесян, * 15. August 1988 in Pjatigorsk, Region Stawropol, Russland) ist ein russischer Profiboxer armenischer Abstammung im Weltergewicht. Er ist ehemaliger WBA-Weltmeister und aktueller EBU-Europameister.

## Profikarriere
Awanessjan ist armenischer Abstammung und in Russland geboren. Er lebt im britischen Newark (Nottinghamshire), steht bei Matchroom unter Vertrag und wird von Carl Greaves trainiert. Sein Manager ist Neil Marsh.
Er gewann sein Profidebüt am 12. Juni 2009 und bestritt seine ersten 20 Kämpfe in Russland, von denen er 18 gewann. Er wurde dabei im August 2010 Russischer Meister im Weltergewicht. Seine bis dahin einzige Niederlage erlitt er in seinem zweiten Kampf gegen Andrei Klimow, einem späteren WM-Herausforderer der IBF von José Pedraza. Zudem boxte er im März 2013 ein Unentschieden gegen den ebenfalls ungeschlagenen Aslanbek Kosajew.
Seit 2014/15 lebt und trainiert er in Großbritannien und gewann zwei Aufbaukämpfe, eher sich am 7. November 2015 durch einen vorzeitigen Sieg gegen Charlie Navarro die Interims-Weltmeisterschaft der WBA im Weltergewicht sichern konnte. Diese verteidigte er im Mai 2016 einstimmig nach Punkten gegen Shane Mosley. Im Januar 2017 übernahm Awanessjan den Status des regulären WBA-Weltmeisters von Keith Thurman, nachdem dieser zum WBA-Superweltmeister ernannt worden war. Den WBA-Gürtel verlor Awanessjan in seiner ersten Titelverteidigung am 18. Februar 2017 durch eine Punkteniederlage an Lamont Peterson. Im Februar 2018 verlor er zudem vorzeitig durch Ringrichterabbruch gegen Egidijus Kavaliauskas.
Am 30. März 2019 gewann er durch TKO in der neunten Runde gegen Kerman Lejarraga und wurde dadurch EBU-Europameister im Weltergewicht. Den Titel verteidigte er im Rückkampf am 28. September 2019 durch TKO in der ersten Runde. Eine weitere Titelverteidigung gewann er am 12. Dezember 2019 durch KO in der ersten Runde gegen Jose Del Rio. Awanessjan wurde daraufhin zum EBU-Boxer des Jahres gewählt.
Nachdem er 2020 keinen Kampf bestritten hatte, schlug er im Februar 2021 Josh Kelly durch TKO in der sechsten Runde und im Oktober 2021 Liam Taylor durch TKO in der zweiten Runde. Seine inzwischen fünfte EBU-Titelverteidigung gewann er am 19. März 2022 durch TKO in der ersten Runde gegen den Finnen Oskari Metz.
Am 10. Dezember 2022 boxte er gegen den WBO-Weltmeister Terence Crawford und verlor durch KO in der sechsten Runde. Eine weitere vorzeitige Niederlage erlitt er am 13. Juli 2024 gegen Jaron Ennis.